# No Way Back (chanson)
Singles de AAA
MAGIC
(2017) LIFE
(2017)
No Way Back est le 54e single du groupe AAA sorti sous le label Avex Trax le 5 juillet 2017 au Japon,. Il arrive 3e à l'Oricon[réf. nécessaire]. 
Pour le tournage du clip, un vrai lion a été utilisé,. 

## Liste des titres
| 1. | No Way Back                  |  |
| 2. | Beat Together                |  |
| 3. | No Way Back (Instrumental)   |  |
| 4. | Beat Together (Instrumental) |  |

| 1. | No Way Back (Music Clip)        |  |
| 2. | No Way Back (Music Clip Making) |  |